# NGC 6790
NGC 6790 је планетарна маглина у сазвежђу Орао која се налази на NGC листи објеката дубоког неба.
Деклинација објекта је + 1° 30' 49" а ректасцензија 19h 22m 57,0s. Привидна величина (магнитуда) објекта NGC 6790 износи 10,5 а фотографска магнитуда 10,2. NGC 6790 је још познат и под ознакама PK 37-6.1, CS=13.5.